# Nick Bleyendaal
Nicholas Bleyendaal (Nicolaas Bleijendaal) (* 1936 Alkmaar – 1. srpna 1996 Rochester) byl nizozemský a později kanadský (americký) zápasník.

## Sportovní kariéra
Je rodákem z nizozemského Alkmaaru. Časopis Black Belt ho udává jako bratrance olympijského vítěze Antona Geesinka. Připravoval se v Torontu v dojo rodiny Hatashitů. V kanadské reprezentaci se pohyboval od druhé poloviny šedesátých let dvacátého století jako reprezentační dvojka za Dougem Rogersem. Po skončení sportovní kariéry žil v americkém Rochesteru, kde zemřel v roce 1996.

## Výsledky v judu

### Váhové kategorie
| Turnaj                  | 1967       | 1968       | 1969       | 1970       | 1971       | 1972       |
| Turnaj                  | 31         | 32         | 33         | 34         | 35         | 36         |
| Turnaj                  | těžká váha | těžká váha | těžká váha | těžká váha | těžká váha | těžká váha |
| ----------------------- | ---------- | ---------- | ---------- | ---------- | ---------- | ---------- |
| Olympijské hry          |            |            |            |            |            | —          |
| Mistrovství světa       | úč.        |            | úč.        |            | úč.        |            |
| Panamerické hry         | —          |            |            |            |            |            |
| Panamerické mistrovství |            | 2.         |            | ?          |            | ?          |

### Bez rozdílu vah
| Turnaj                  | 1967 | 1968 | 1969 | 1970 | 1971 | 1972 |
| Turnaj                  | 31   | 32   | 33   | 34   | 35   | 36   |
| ----------------------- | ---- | ---- | ---- | ---- | ---- | ---- |
| Olympijské hry          |      |      |      |      |      | —    |
| Mistrovství světa       | —    |      | úč.  |      | úč.  |      |
| Panamerické hry         | —    |      |      |      |      |      |
| Panamerické mistrovství |      | 1.   |      | ?    |      | ?    |